# ریکاسترون
ریکاسترون (انگلیسی: Ricasetron) دارویی است که به عنوان یک آنتاگونیست انتخابی در گیرنده سروتونین 5-HT3 عمل می کند. این دارو مانند سایر آنتاگونیست های 5-HT3 دارای اثرات ضد استفراغ است، و همچنین دارای اثرات ضد اضطراب به طور قابل توجهی قوی تر از سایر داروهای مرتبط است، و با عوارض جانبی کمتری نسبت به داروهای ضد اضطراب بنزودیازپین همراه است.